# Unione Sportiva Anconitana 1962-1963
Questa pagina raccoglie le informazioni riguardanti l'Unione Sportiva Anconitana nelle competizioni ufficiali della stagione 1962-1963.

## Rosa
| N. |                   | Ruolo | Calciatore            |
| -- | ----------------- | ----- | --------------------- |
|    | Italia (bandiera) | C     | Valeriano Balloni     |
|    | Italia (bandiera) |       | Claudio Castagino     |
|    | Italia (bandiera) | C     | Attilio Currarini     |
|    | Italia (bandiera) | A     | Ferdinando Di Stefano |
|    | Italia (bandiera) | A     | Roberto Faccani       |
|    | Italia (bandiera) | P     | Primo Germano         |
|    | Italia (bandiera) | D     | Nicola Giannisi       |
|    | Italia (bandiera) | C     | Natale Miserocchi     |
|    | Italia (bandiera) | C     | Antonio Montico       |
|    | Italia (bandiera) | D     | Carlo Natali          |

| N. |                   | Ruolo | Calciatore        |
| -- | ----------------- | ----- | ----------------- |
|    | Italia (bandiera) | A     | Feliciano Orazi   |
|    | Italia (bandiera) | D     | Giacomo Padovan   |
|    | Italia (bandiera) | C     | Giancarlo Pomelli |
|    | Italia (bandiera) | D     | Gabriele Rambotti |
|    | Italia (bandiera) | D     | Marino Recchi     |
|    | Italia (bandiera) | A     | Eder Rigonat      |
|    | Italia (bandiera) | A     | Lidio Rocchi      |
|    | Italia (bandiera) | D     | Pietro Scandola   |
|    | Italia (bandiera) | C     | Giulio Sebastiani |
|    | Italia (bandiera) | A     | Mario Tortul      |

Paolo Piaceri ruolo A 
Rino Tonegutti ruolo A